# هوارد ديتز
هوارد ديتز (بالإنجليزية: Howard Dietz)‏ هو صحفي الرأي أمريكي، ولد في 8 سبتمبر 1896 في نيويورك في الولايات المتحدة، وتوفي بنفس المكان في 30 يوليو 1983.

## وصلات خارجية
- هوارد ديتز على موقع IMDb (الإنجليزية)
- هوارد ديتز على موقع الموسوعة البريطانية (الإنجليزية)
- هوارد ديتز على موقع ميوزك برينز (الإنجليزية)
- هوارد ديتز على موقع قاعدة بيانات برودواي على الإنترنت (الإنجليزية)
- هوارد ديتز على موقع إن إن دي بي (الإنجليزية)
- هوارد ديتز على موقع ديسكوغز (الإنجليزية)
- هوارد ديتز على موقع قاعدة بيانات الفيلم (الإنجليزية)